# Haplochromis paludinosus
Haplochromis paludinosus è una specie di ciclidi endemica della Tanzania, che risiede nel corso inferiore del fiume Malagarasi e nelle paludi circostanti. Questa specie può raggiungere una lunghezza di 14 centimetri (5,5 in)